# 樊貴
樊貴（1431年—？），字永德，浙江處州府縉雲縣人，明朝政治人物。同進士出身。

## 生平
天順三年（1459年）舉己卯科浙江鄉試第十五名。天順八年（1464年）甲申科會試第一百二十二名，殿試登進士第三甲第三十一名。

## 家族
曾祖樊圭。祖父樊敬，曾任江西參政。父亲樊濬。